# Playa de Cavallería

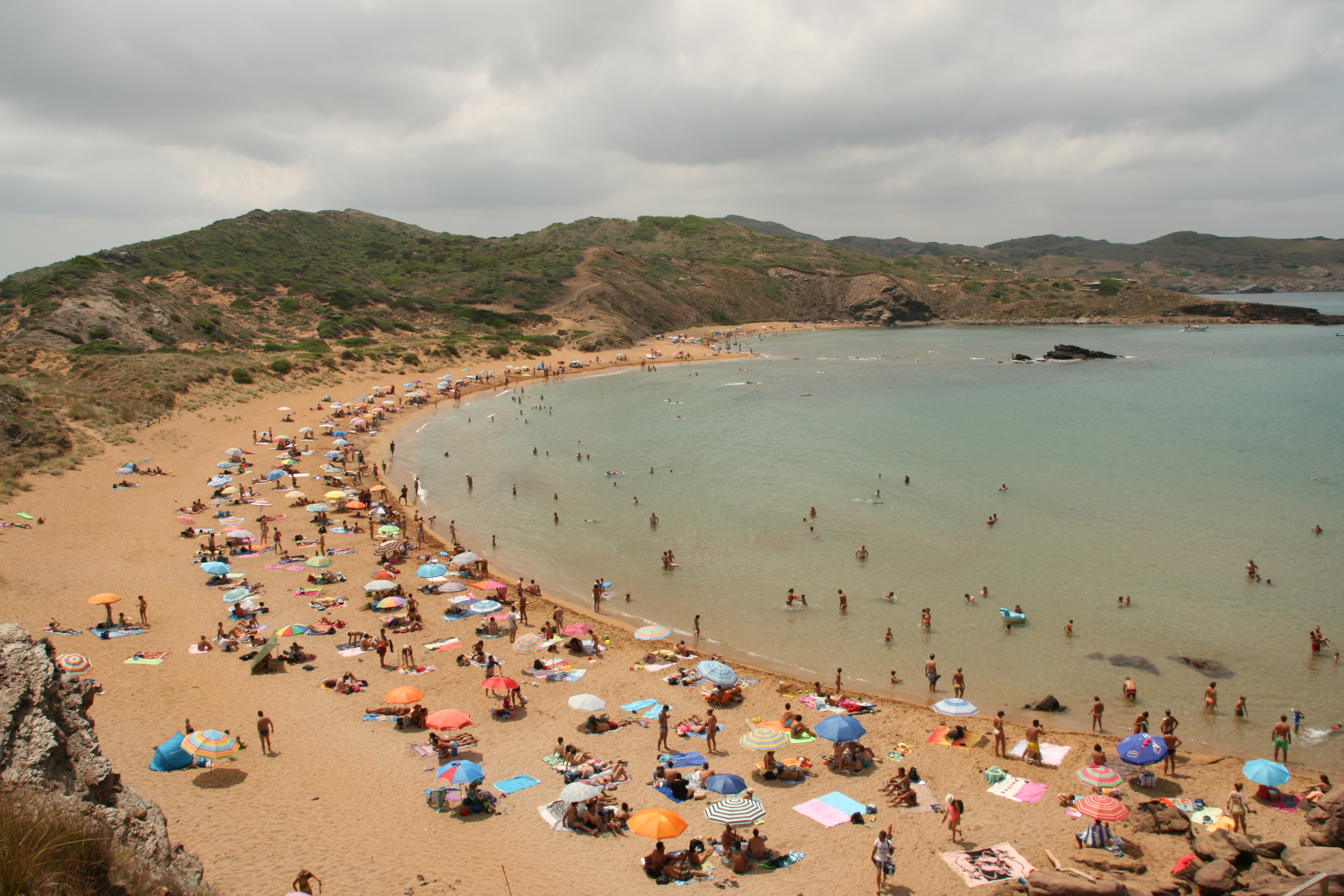
Playa de Cavallería

La playa de Cavallería está situada en la costa norte de Menorca, en el término municipal de Mercadal.
Es de arena rojiza, tiene una longitud de 650 metros y una anchura de 70. 